# Odznaka „Zasłużony dla ubezpieczeń społecznych”
Odznaka „Zasłużony dla ubezpieczeń społecznych” – polskie resortowe odznaczenie w formie dwustopniowej (złotej i srebrnej) odznaki, ustanowione 10 listopada 1978, nadawane przez Ministra Pracy, Płac i Spraw Socjalnych jako zaszczytne wyróżnienie zawodowe:
- pracownikom ZUS (za wieloletnią i nienaganną pracę oraz za szczególne zasługi w rozwoju ubezpieczeń społecznych, zwłaszcza w zakresie nowych rozwiązań organizacyjnych ubezpieczeń),
- innym osobom (zwłaszcza pracownikom zakładów pracy wykonującym zadania w zakresie ubezpieczeń społecznych),
- cudzoziemcom (za zasługi położone w rozwoju i umacnianiu współpracy międzynarodowej w tej dziedzinie).

Odznaczenie zostało zniesione 30 marca 2001 wraz z odznakami: „Za zasługi dla finansów PRL”, „Za Zasługi dla Obrony Cywilnej”, „Za zasługi w zwalczaniu powodzi” i „Zasłużony Opiekun Społeczny”.